# Juhani Ojala
Juhani Lauri Henrik Ojala (Vantaa, 19 giugno 1989) è un calciatore finlandese, difensore del Gnistan.

## Carriera

### Club
Nel 2008 ha collezionato la prima presenza in Veikkausliiga con l'HJK Helsinki, ma gran parte di quell'anno lo ha comunque trascorso con la squadra riserve del club, chiamata Klubi-04. Anche in gran parte della stagione seguente ha giocato con la seconda squadra.
Ha poi fatto parte stabilmente della prima squadra dell'HJK, tanto da essere nominato "difensore dell'anno" della Veikkausliiga 2010. Nell'aprile del 2011 ha firmato un rinnovo contrattuale fino al termine dell'annata 2014, ma a partire dal 13 agosto 2011 Ojala è diventato a tutti gli effetti un giocatore del club svizzero dello Young Boys.
Con la squadra di Berna ha disputato anche la fase a gironi dell'Europa League 2012-2013: durante la sfida casalinga contro il Liverpool (terminata 3-5 per gli inglesi) Ojala è stato protagonista di un goffo autogol dopo pochi minuti, salvo poi segnare il momentaneo 2-2.
Dopo un anno e mezzo trascorso in Svizzera, il difensore finlandese è approdato nel campionato russo con il Terek Groznyj. Con la squadra della capitale cecena ha disputato 24 partite di campionato, di cui 20 nell'arco della stagione 2013-2014.
Ojala è tornato ad essere un giocatore dell'HJK Helsinki il 29 luglio 2015, quando è stato prestato al suo vecchio club per il resto della Veikkausliiga 2015. A fine anno ha svolto un provino con il Coventry City, ma non è stato firmato.
Terminato il prestito all'HJK, il suo cartellino ha continuato ad appartenere al Terek Groznyj per qualche mese fino alla scadenza contrattuale (senza però collezionare alcuna presenza ufficiale nel frattempo).
Il 1º settembre 2016 il giocatore è tornato nuovamente a giocare in Finlandia, questa volta ingaggiato dall'SJK. Qualche giorno dopo, il 24 settembre, ha giocato titolare nella finale di Coppa di Finlandia 2016, vinta ai calci di rigore proprio contro l'HJK.
Nel febbraio 2017 ha firmato un contratto triennale con gli svedesi dell'Häcken. Nel campionato 2017, sotto la guida del tecnico Mikael Stahre, Ojala ha disputato 23 partite su un totale di 30, mentre nel successivo anno e mezzo in cui è rimasto in rosa sotto la gestione di Andreas Alm è stato schierato raramente.
Nell'agosto 2018, a pochi mesi dalla scadenza contrattuale, è stato ceduto al Vejle nella seconda serie danese.

### Nazionale
Nel novembre 2010 Ojala è figurato per la prima volta tra i convocati della nazionale finlandese maggiore in vista della partita contro San Marino. Il debutto tuttavia è arrivato circa un anno dopo, il 15 novembre, in un'amichevole contro la Danimarca. Il 12 ottobre 2012 contro la Georgia ha giocato la sua prima partita di qualificazione ai mondiali.

## Palmarès

### Club

#### Competizioni nazionali
- Campionato finlandese: 2

HJK: 2009, 2010
- Coppa di Finlandia: 1

SJK: 2016
- Coppa di Svezia: 1

Häcken: 2018-2019
- 1. Division: 1

Vejle: 2019-2020